# Schnauzer

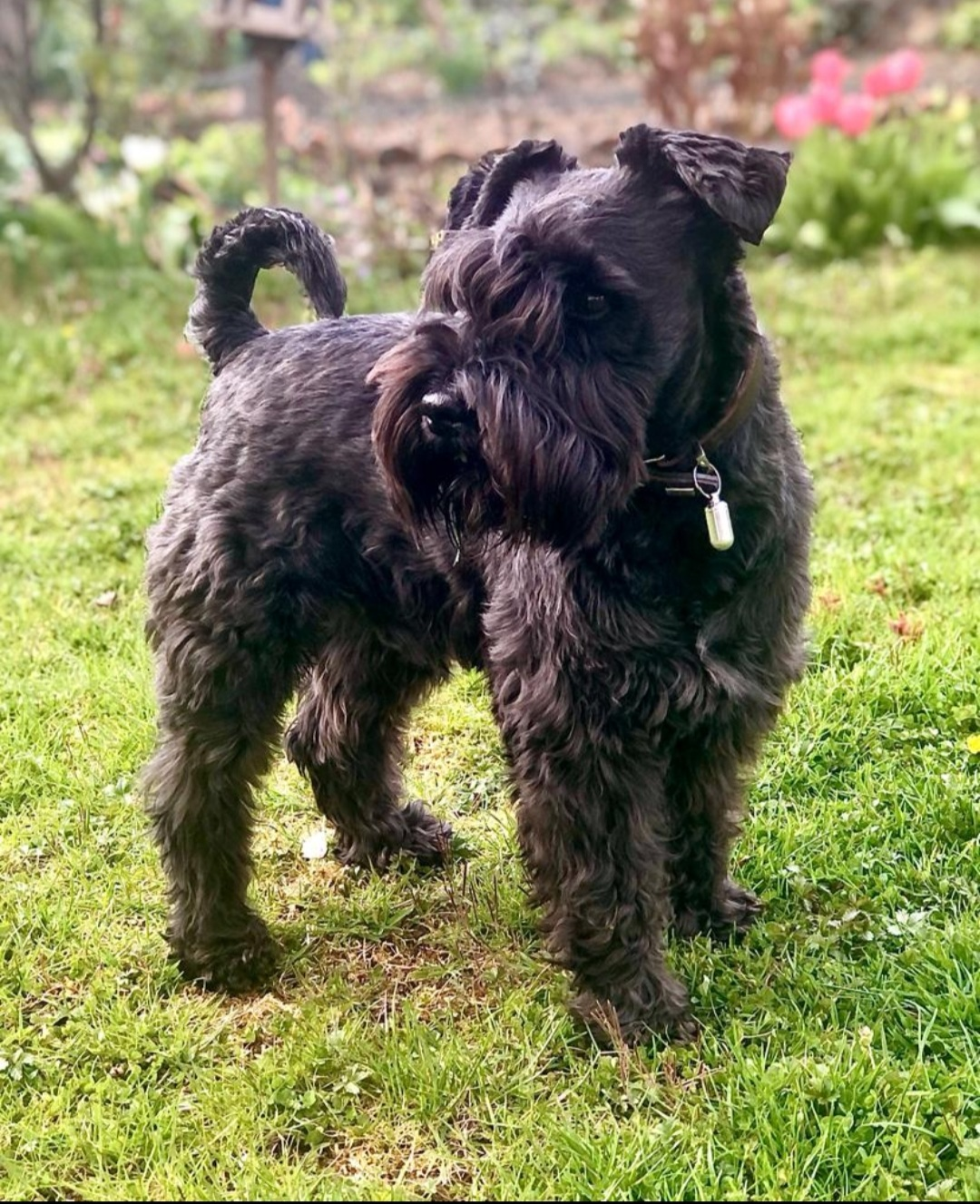
Schnauzer nain noir.

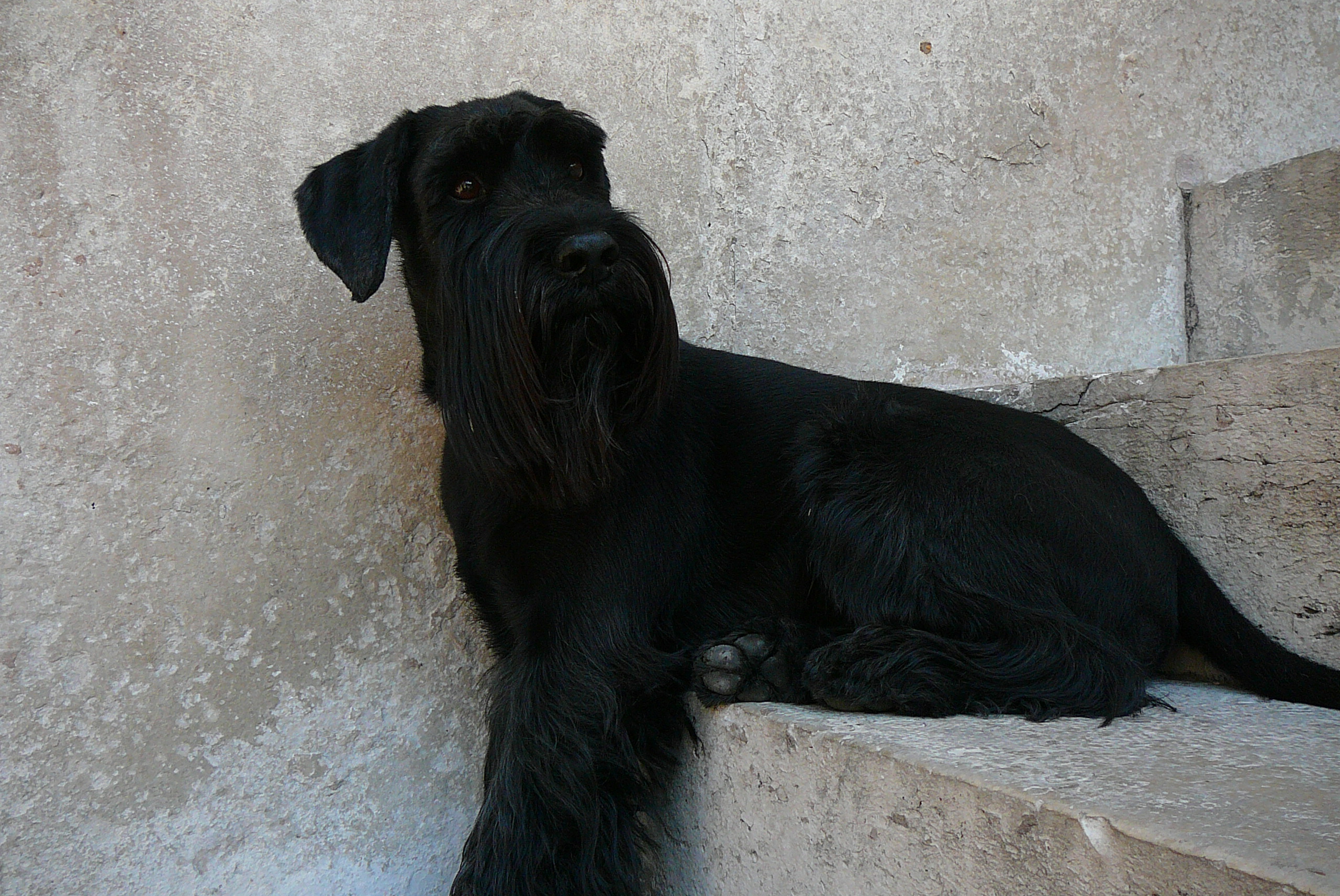
Schnauzer moyen noir.

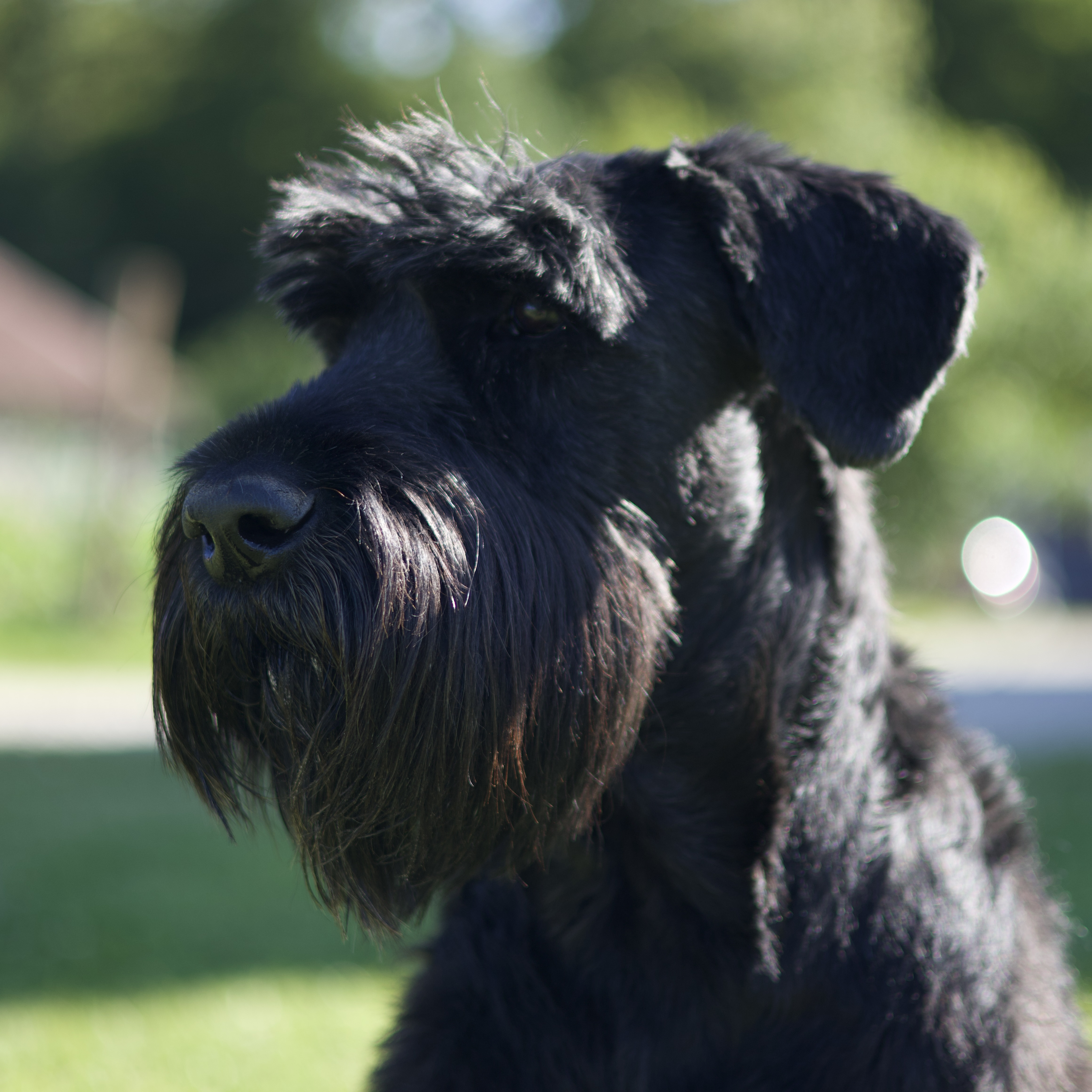
Schnauzer géant.

 (janvier 2019).
Si vous disposez d'ouvrages ou d'articles de référence ou si vous connaissez des sites web de qualité traitant du thème abordé ici, merci de compléter l'article en donnant les références utiles à sa vérifiabilité et en les liant à la section « Notes et références ».
Le schnauzer  est le nom générique d'un ensemble de races de chiens originaire du sud de l’Allemagne, vers le Bade-Wurtemberg et la Bavière où il apparaît dès le XIVe siècle. On le trouve comme chien de troupeau, de chasse ou servant dans les écuries, granges et maisons à détruire les rongeurs. Utilisé comme gardien, il accompagne voyageurs et marchandises dans les diligences ou les chariots afin de prévenir et faire fuir les voleurs. On lui donne le nom de griffon d'écurie ou de pinscher à poil dur. Il sert pendant les deux grandes guerres au gardiennage des camps de prisonniers. Au début du XXe siècle, des éleveurs travaillent à stabiliser le standard qui est inscrit, sous le nom de schnauzer, dès 1913 au livre des origines. Grâce à ses nombreuses qualités, on le trouve dans le monde entier comme chien de garde et de défense, de pistage ou de compagnie.

## Caractéristiques générales
Les premiers schnauzers ne ressemblaient pas à ceux de nos jours. Leur taille était et n'est pas stabilisée. La couleur du poil, mal définie, allait du noir au roux ; mais il avait déjà son museau barbu et moustachu bien caractéristique qui lui a donné son nom (en allemand, Schnauze signifie « museau » ou « gueule » et Schnauzbart « moustache en guidon »).
Avec détermination, plusieurs éleveurs ont réussi au bout de nombreuses années à créer une race bien définie, le schnauzer moyen, avec laquelle, par croisement, ils ont produit le schnauzer nain et le schnauzer géant. Ces trois races sont reconnues par la FCI et portent les numéros 181, 182 et 183 (Nomenclature FCI).
On retrouve les mêmes caractéristiques psychologiques parmi les trois tailles, mais le schnauzer moyen a le caractère le plus affirmé. 
Ils sont vifs, sportifs. Ils aiment l'exercice, même les nains.
Ils sont résistants à la douleur et aux intempéries ; une balade sous la pluie ou dans la neige ne fait pas peur à un schnauzer. Ils sont plus résistants à la chaleur que beaucoup de chiens d'autres races. Ils savent se rendre discrets ; s'ils sont bien éduqués, on peut les emmener partout où les chiens sont autorisés.
Ils sont assez méfiants vis-à-vis des étrangers. Le moyen et le géant sont d'excellents gardiens. Le nain, malgré sa taille, est également capable d'action.
Ils sont très proches de leurs maîtres ; faire attention avec les enfants, car les géants et les moyens sont parfois impétueux.
Leur vivacité et leur endurance font apprécier les schnauzers dans les sports canins.
Les trois tailles de schnauzers (nain, moyen, géant) font preuve de rapidité et de souplesse. Le sport leur convient parfaitement. Le schnauzer nain est plus actif que les autres.
Les trois tailles peuvent pratiquer cette discipline, mais les géants, au caractère plus souple, l'acquièrent plus aisément. Le schnauzer nain est facile à éduquer aussi. Les schnauzer sont des chiens très proches de leur maître ce qui facilite l'apprentissage
Le nain est désavantagé par sa taille, par exemple dans les labours. Le schnauzer moyen peut obtenir de très bons résultats, mais son caractère fantasque lui fait parfois refuser de travailler le jour du concours, alors que le travail à l'entraînement était satisfaisant.
La loi française n'autorise que le géant à pratiquer le travail de défense. Peu présent sur les terrains de concours en France, il est en revanche très apprécié en Allemagne.

## Dans la culture
- Un Schnauzer moyen entreprit un jour une correspondance avec son parrain dans  Les E-mails de Max à son parrain d'Anne-Marie Simond[1].